# 旭日阳刚
旭日阳刚是一组因翻唱摇滚歌手汪峰的《春天里》而在网上受到网民追捧的网络红人，该组合由来自河南省商丘市民权县的王旭和来自东北的刘刚组成。

## 两人经历
刘刚曾是一名军人，2002年退伍后，他从黑龙江来到北京，打过零工，幹过小买卖，后来成为了流浪歌手在地铁唱歌赚钱。而王旭2000年前从河南商丘到北京打工，曾经烧过锅炉，后来在一家制药厂仓库做复核员，月入1000多元。每到周末，热爱音乐的王旭就带着吉他，到地铁站演唱。2005年，刘刚和王旭在复兴门一个地下通道裡相遇。因为相近的际遇和同样对音乐的热爱，两个年龄悬殊的人渐渐熟了，开始搭伙一起唱。

## 受到追捧
王旭和刘刚与朋友在家里喝酒时随性而翻唱的《春天里》被朋友拍下，并被上传到网上，而王旭和刘刚觉得将抽着烟并赤裸上身的视频放在公众面前不雅，希望朋友把这段视频删了，但是这首体现出底层生活气息的翻唱歌曲却被网民在微博上疯狂转载。并且受到包括音乐人小柯、蔡卓妍、王小骞众多人士的支持，《春天里》的原唱汪峰邀请旭日阳刚在2010年11月13日于上海举行的“怒放”摇滚英雄演唱会上同台演出。湖南省委书记、省人大常委会主任周强在不同场合两次推荐旭日阳刚的《春天里》。

## 走红原因探讨
河南省社会发展研究所的牛苏林说，在部分高素质的新生代的农民工中，他们继承了前辈的优点，同时对生活有着更高的追求。与从小生活在城市的人相比，他们有独特的经历，歌声里充满了无奈，但不失对生活的期望，这样的感情是一些歌手无法表現出来的。湖南省委书记周强认为，《春天里》这首歌之所以在极短时间里一下子走红，吸引无数赞扬和肯定的评价，是因为它有来自生活的力量感，表达了群众的观点和群众感情，只有对生活有深刻的体会，才能写出感人的，受时代欢迎的伟大作品。

## 版权争议与频繁走穴
《春天里》原唱者汪峰方面 于2011年春节后以电话的方式，告知旭日阳刚的经纪人黎冬今后不要再唱《春天里》，黎冬短信回复表示从即日起不会再唱汪峰的歌。关于为何禁止旭日阳刚演唱《春天里》，汪峰在2月11日发博文表示，因为旭日阳刚“唯一针对性翻唱”且很多是几万元一场的商业演出。

## 参加演出
- 浙江卫视，《我爱记歌词》
- 中央电视台，《星光大道》[5]
- 中央电视台，2011年春节联欢晚会[6]

## 作品
- 《今生缘》，与川子合作